# European Tour 2012/2013 – Turniej 5
European Tour 2012/2013 – Turniej 5 − dwunasty turniej snookerowy wchodzący w skład cyklu Players Tour Championship w sezonie 2012/2013. Turniej ten rozegrany został w dniach 13-16 grudnia 2012 w Ravenscraig Sports Facility w mieście Ravenscraig w Szkocji.
W finale turnieju zwyciężył Ding Junhui, który pokonał Anthony McGilla 4−2.

## Nagrody i punkty rankingowe
Ta sekcja zostanie uzupełniona w najbliższym czasie

## Drabinka turniejowa
Ta sekcja zostanie uzupełniona w najbliższym czasie

## Finał
Ta sekcja zostanie uzupełniona w najbliższym czasie

## Breaki stupunktowe turnieju
Ta sekcja zostanie uzupełniona w najbliższym czasie